# Till Death
Pour plus de détails, voir Fiche technique et Distribution.
Till Death est un film américain réalisé par S. K. Dale, sorti en 2021.

## Synopsis
Suite à une vengeance, une femme doit survivre dans le froid menottée au corps sans vie de son époux.

## Fiche technique
- Titre : Till Death
- Réalisation : S. K. Dale
- Scénario : Jason Carvey
- Musique : Walter Mair
- Photographie : Jamie Cairney
- Montage : Alex Fenn et Sylvie Landra
- Production : Jeffrey Greenstein, David Leslie Johnson-McGoldrick, Jana Karaivanova, Yariv Lerner, Tanner Mobley, Les Weldon et Jonathan Yunger
- Société de production : Brave Carrot et Campbell Grobman Films
- Société de distribution : Metropolitan Filmexport (France)
- Pays de production :  États-Unis
- Genre : Thriller et horreur
- Durée : 91 minutes
- Dates de sortie : 
  - États-Unis : 2 juillet 2021
  - France : 19 août 2021 (DVD)

## Distribution
- Megan Fox : Emma
- Eoin Macken : Mark
- Callan Mulvey : Bobby Ray
- Jack Roth : Jimmy
- Aml Ameen : Tom

## Accueil
Le film a reçu un accueil favorable de la critique. Il obtient un score moyen de 66 % sur Metacritic.